# Park Charlesa Clore’a

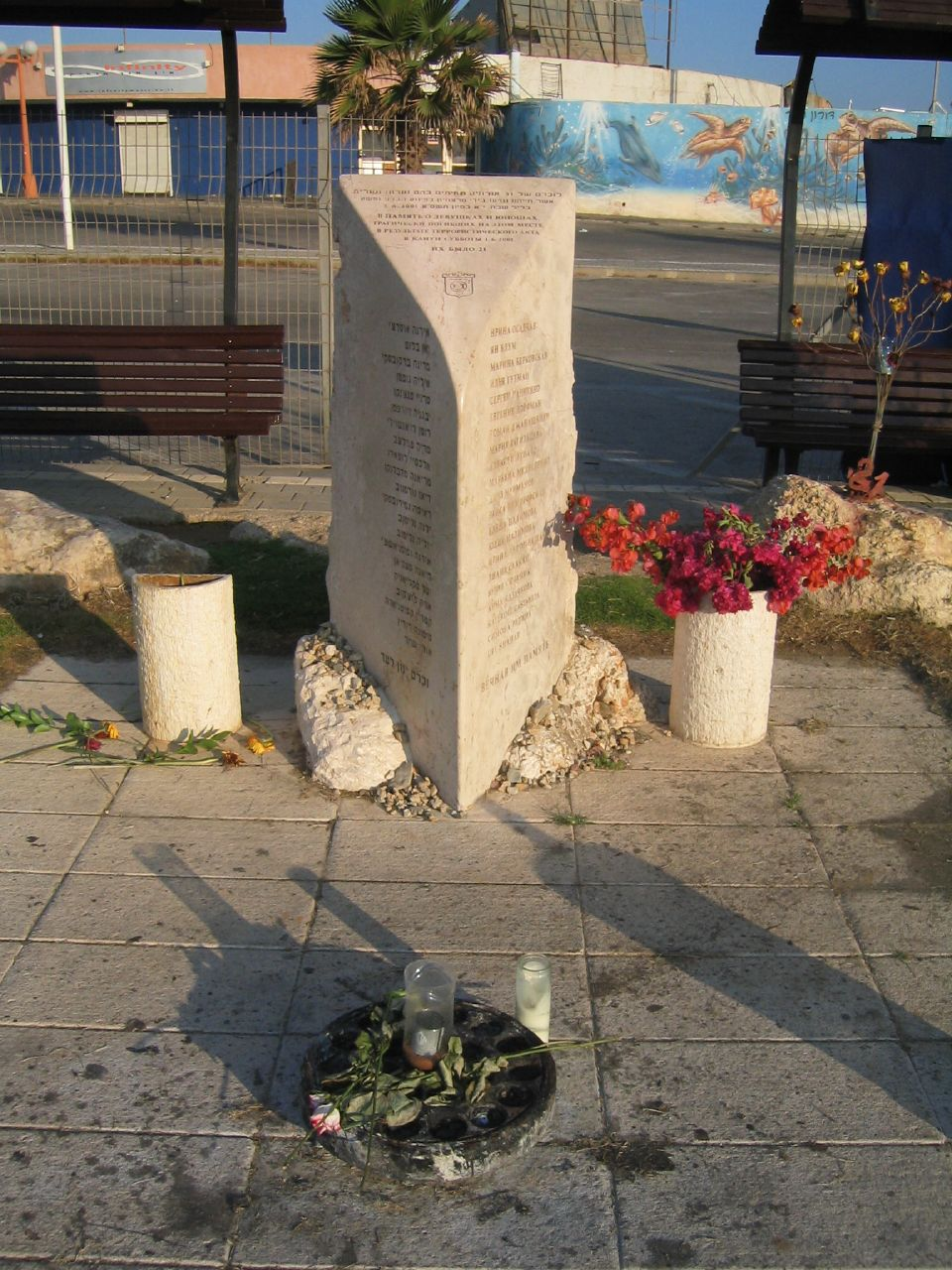
Pomnik w miejscu zamachu terrorystycznego na dyskotekę „Delfinarium”

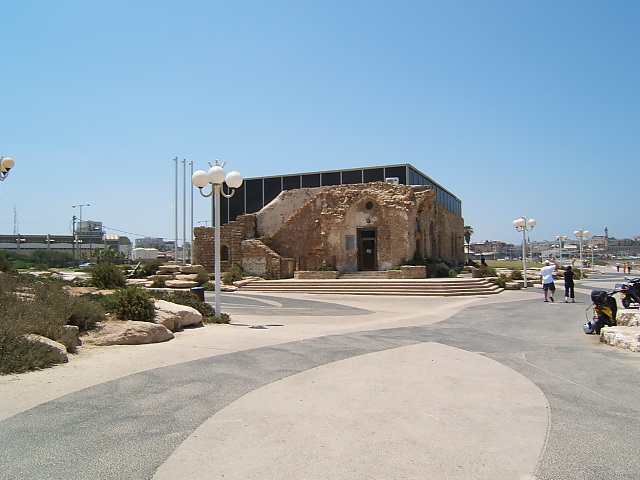
Muzeum Niepodległości Ecel

Park Charles Clore (hebr. פארק צ'ארלס קלור) – park miejski położony na wybrzeżu Morza Śródziemnego w zachodniej części Tel Awiwu.

## Położenie
Park zajmuje powierzchnię 1,2 ha, która rozciąga się na wybrzeżu Morza Śródziemnego w osiedlu Menaszijja, w zachodniej części Tel Awiwu. Ma on podłużny kształt o długości około 1,6 km i szerokości 50–150 m. Wzdłuż parku przebiega nadmorska promenada.

## Środowisko naturalne
Tereny parku Charles Clore są w większości porośnięte trawami, a drzewostan jest zdominowany przez palmy i drzewa tamaryszkowe, które zostały zasadzone we wschodniej części parku. W pozostałej części parku zasadzono różne krzewy pustynne, wśród których umieszczono między innymi wiesiołka.

## Rozkład przestrzenny
Park został ukształtowany w formie niewielkich wzgórz porośniętych trawami, pojedynczymi drzewami i krzewami. Od strony plaży sformowano nową linię brzegową, umocnioną kamieniami. W ten sposób zabezpieczono infrastrukturę parku przed wpływem sąsiedniego morza. Wzdłuż plaży przebiega promenada. W centralnej części umieszczono obszerny plac zabaw dla dzieci.
W bezpośrednim sąsiedztwie parku powstało główne centrum biznesowe miasta - Centrum Tekstylne. Zostało ono zaprojektowane na wzór amerykańskich obszarów metropolitalnych, z wysokimi biurowcami, szerokimi drogami dojazdowymi i dużymi parkingami. Pierwsze wieżowce zaczęły powstawać w 1978.

## Historia
Pierwotnie w miejscu tym znajdowało się arabskie osiedle Menaszijja, będące najbardziej wysuniętym na północ osiedlem mieszkaniowym Jafy. Podczas wojny domowej w Mandacie Palestyny (1947–1948) rejon osiedla był wykorzystywany przez arabskich snajperów do ostrzeliwania sąsiednich osiedli żydowskich Tel Awiwu. W kwietniu 1948 podczas operacji Chametz oddziały Hagany i Irgunu zajęły ten teren. Wiele tutejszych domów została zburzona bezpośrednio po 1948. W pierwszych latach niepodległości Izraela, w osiedlu Menaszijja osiedlało się wielu żydowskich imigrantów przyjeżdżających z całego świata. Osiedle stało się zatłoczonym slumsem. W latach 50. planiści miejscy z dużym niepokojem przyglądali się postępującej degradacji tej okolicy. W 1960 przedstawiono projekt całkowitego wyburzenia wszystkich tutejszych domów, a na ich miejscu stworzenia głównego centrum biznesowego miasta. Po licznych dyskusjach plan zaakceptowano w 1963.
Pod koniec lat 60. XX wieku przeprowadzono ewakuację mieszkańców osiedla i przystąpiono do rozbiórki domów. W rezultacie, z całego osiedla Menaszijja pozostały jedynie dwa budynki: meczet Hassan Bek oraz budynek w którym utworzono Muzeum Niepodległości Ecel. Wykonawcy prac rozbiórkowych, aby zaoszczędzić na kosztach wywózki gruzu, spychali go bezpośrednio do morza. W wynik tego na plażach i w najbliższych wodach morskich zgromadziły się duże ilości śmieci i odpadów komunalnych. Bardzo szybko okazało się, że koszty usunięcia śmieci będą bardzo wysokie, i bardziej opłacalnym będzie przykrycie całości terenu nową warstwą ziemi. W ten sposób władze miejskie podjęły decyzję o utworzenia parku rekreacyjnego. W rezultacie powstał Park Charles Clore, który zajął cały pas wybrzeża.
Projekt założenia parku przygotował architekt Hillel Omer. Był on bardzo mocno ograniczony przez uwarunkowania wynikające z kształtu położenia projektowanego parku. Był to długi obszar, o bardzo niewielkiej szerokości. Podłożem była płytka warstwa ziemi, pod którą kryły się ruiny wyburzonych domów. Warunki te uniemożliwiały sadzenie drzew i krzewów. Dodatkową trudność stanowiło bliskie sąsiedztwo morza, i wynikające z tego silne wiatry oraz osadzająca się sól morska. Hillel Omer postanowił ukształtować niewielkie wzgórza, które zostały pokryte krzewami odpornymi na sól i silne wiatry. Ponadto we wschodniej części parku zasadzono palmy i drzewa tamaryszkowe. Otwarcie parku nastąpiło w 1974.
W północnym krańcu parku znajduje się budynek Delfinarium (hebr. דולפינריום). W latach 1979–1990 mieściło się w nim delfinarium. Budynek nie spełniał wymagań odnośnie do zapewnienia odpowiednich warunków życia i szkolenia delfinów, i dlatego delfinarium zostało zamknięte. Następnie otworzono w nim dyskotekę, która funkcjonowała do 2002.

### Zamachy terrorystyczne
W parku doszło do jednego zamachu terrorystycznego zorganizowanego przez palestyńskiego terrorystę-samobójcę:
- 1 czerwca 2001 o godzinie 23.30 wieczorem, terrorysta z Hamasu wysadził się pośrodku tłumu młodzieży oczekującej na wejście do dyskoteki „Delfinarium”. Wybuch materiału wybuchowego zabił 21 osób i ranił 120 innych. W miejscu zamachu wystawiono symboliczny pomnik z nazwiskami ofiar[3].

## Nazwa
Park został nazwany na cześć żydowskiego filantropa pochodzącego z Wielkiej Brytanii, Charlesa Clore’a (1904–1979). Był on właścicielem firmy produkującej obuwie oraz sieci supermarketów Selfridge. Założył fundację Clore Foundation, której celem była działalność na rzecz Żydów na całym świecie.

## Kultura
W południowej części parku znajduje się Muzeum Niepodległości Ecel, które gromadzi dokumenty, publikacje i zdjęcia związane z historią działalności żydowskiej podziemnej organizacji paramilitarnej Irgun.

## Sport i rekreacja
Tereny parku są popularnym miejscem spędzania wolnego czasu przez mieszkańców Tel Awiwu. Wybrukowane alejki umożliwiają spacery i wygodne przejażdżki rowerami. W parku dozwolone jest wyprowadzanie zwierząt domowych.
W bezpośrednim sąsiedztwie parku znajdują się dwie plaże:
- Plaża Aviv (hebr. חוף אביב) – położona pomiędzy Delfinarium a Muzeum Niepodległości Ecel.
- Plaża Clore (hebr. חוף קלור) – położona na wysokości południowej części Parku Charles Clore.

Tutejsze plaże są bardziej spokojne od tych położonych bliżej centrum miasta. Są one także pozbawione falochronów, co nadaje im specyficzny klimat. Można tutaj uprawiać różne sporty wodne - między innymi swoją siedzibę ma tutaj klub surfingowy „Blue Bird”. Dodatkowo na plaży Aviv zazwyczaj w piątki zbierają się bębniarze.
Wzdłuż plaży biegnie nadmorska promenada.